# 760 Massinga
760 Massinga
760 Massinga là một tiểu hành tinh ở vành đai chính. Nó được Franz Kaiser phát hiện ngày 28.8.1913 ở Heidelberg và được đặt theo tên Adam Massinger, nhà thiên văn học người Đức..